# Lac de la Vallée
Lac de la Vallée är en sjö i provinsen Québec i Kanada. Den ligger i regionen Côte-Nord, 30 mil norr om staden Québec. Sjön ligger cirka 502 meter över havet. Arean är 0,16 kvadratkilometer.[källa behövs] Lac de la Vallée ligger mellan sjöarna Lac Lucien och Lac Potvin.